# 220-talet f.Kr.

## Händelser
- 229-228 f.Kr. - Första illyriska kriget utkämpas.
- 220-219 f.Kr. - Andra illyriska kriget utkämpas.

## Födda
- 229 f.Kr. – Lucius Aemilius Paullus, romersk fältherre.
- 220 f.Kr. – Attalos II av Pergamon, kung av Pergamon.

## Avlidna
- December 225 f.Kr. – Seleukos II, kung av Seleukidriket.
- 223 f.Kr. – Seleukos III, kung av Seleukidriket.
- 221 f.Kr. – Berenike II, regerande drottning av Ptolemeiska riket.
- 221 f.Kr. – Ptolemaios III Euergetes, kung av Ptolemeiska riket.